# Allophyes unicolor
Allophyes unicolor là một loài bướm đêm trong họ Noctuidae.